# Natalja Andrejewna Pogonina
Natalja Andrejewna Pogonina (russisch Наталья Андреевна Погонина; * 9. März 1985 in Wladiwostok) ist eine russische Schachspielerin.

## Leben

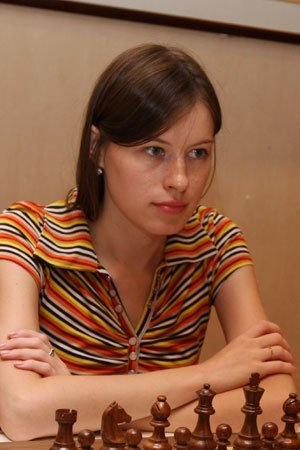
Natalja Pogonina beim Länderkampf Russland gegen VR China, 2008

Das Schachspielen lernte sie im Alter von fünf Jahren von ihrem Großvater. Ihr erster Trainer bis 1998 war Leonid Ganjikin. Von 1998 bis 2010 wurde sie vom Internationalen Meister Pawel Lobach (* 1960) trainiert. Sekundiert wird sie seit 2008 vom mazedonischen Großmeister Wladimir Georgiew und dem IM Wladislaw Axelrod. Sie studierte Jura an der Staatlichen Rechtsakademie in Saratow und schloss ihr Studium im Jahr 2008 ab.
Im April 2016 erhielt sie den Ehrentitel Verdienter Meister des Sports Russlands.

## Erfolge

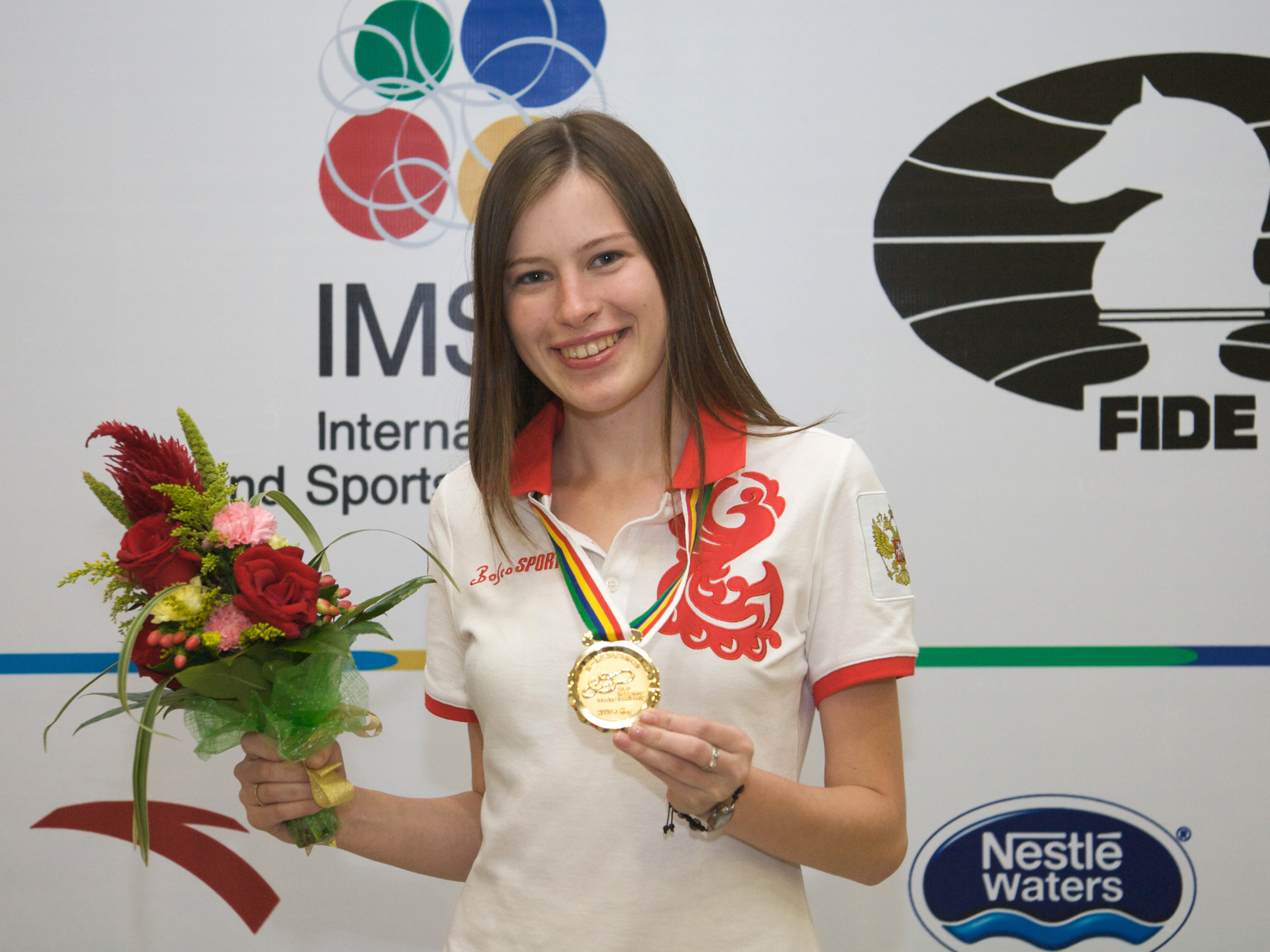
Natalja Pogonina

### Einzelerfolge
1998 gewann sie die russische Mädchenmeisterschaft U16. Im Jahr 2000 wurde sie in Kallithea (Chalkidiki) Jugendeuropameisterin U16. Im Januar 2002 gewann sie das Hopes-5-Turnier in Lwiw mit 2,5 Punkten Vorsprung. Im April 2002 wurde sie in Dagomys russische U18-Mädchenmeisterin. Bei der russischen U20-Meisterschaft der Frauen im März 2003 in Essentuky im Nordkaukasus war sie punktgleich Zweite hinter Jekaterina Korbut. Im April 2003 wurde sie punktgleich Zweite bei der russischen U18-Mädchenmeisterschaft in Dagomys. Im September 2003 in Budva wurde sie Jugendeuropameisterin in der Altersklasse U18 weiblich. Bei der Jugendweltmeisterschaft U18 der weiblichen Jugend im Oktober 2003 in Kallithea (Chalkidiki) wurde sie hinter Nana Dsagnidse geteilte Zweite. Bei der russischen U20-Meisterschaft der Frauen in Samara im März 2004 teilte sie sich den ersten Platz mit Jekaterina Korbut. Bei der Frauenweltmeisterschaft im Mai 2004 in Elista verlor sie in der ersten Runde 0,5:1,5 gegen Marie Sebag. Die russische U20-Meisterschaft der Frauen gewann sie mit einem halben Punkt Vorsprung im März 2005 in Nojabrsk. Im Dezember 2005 gewann sie das 3. Jelisaweta Bykowa Memorial in Wladimir. Im August 2007 gewann sie das Ljudmila Rudenko Memorial in Sankt Petersburg mit 1,5 Punkten Vorsprung. Im Februar 2009 siegte sie beim Frauenturnier des Moskau Opens mit acht Punkten aus neun Partien und einem Punkt Vorsprung. Bei der Fraueneuropameisterschaft im März 2009 in Budva wurde sie Dritte. 2012 gewann sie in Moskau die Russische Frauenmeisterschaft mit 6,5 Punkten aus 9 Partien, 2018 in Satka mit 9 aus 12.
Bei der K.-o.-Frauenweltmeisterschaft 2015 in Sotschi erreichte Pogonina das Finale, verlor dort jedoch gegen Marija Musytschuk mit 1,5:2,5.

### Mannschaftserfolge

#### Nationalmannschaft
Für die russische Frauennationalmannschaft spielte sie bei den Länderkämpfen gegen die Volksrepublik China 2004 in Moskau und 2008 in Ningbo. Sie nahm an den Schacholympiaden der Frauen 2008 in Dresden (als Reservespielerin), 2010 in Chanty-Mansijsk (am ersten Brett der zweiten Mannschaft), 2012 in Istanbul (als Reservespielerin) und 2014 in Tromsø (als Reservespielerin) teil. Sie gewann 2012 und 2014 mit der Mannschaft und erreichte 2012 außerdem das beste Einzelergebnis der Reservespielerinnen. 2011, 2013 und 2015 nahm sie an der Mannschaftsweltmeisterschaft der Frauen teil. Sie erreichte 2011 sowohl mit der Mannschaft als auch in der Einzelwertung der Reservespielerinnen den zweiten Platz, 2013 belegte sie sowohl mit der Mannschaft als auch in der Einzelwertung des dritten Brettes Platz 3, 2015 gelangte sie sowohl mit der Mannschaft als auch in der Einzelwertung am dritten Brett auf Platz 2. Außerdem nahm Pogonina an den Mannschaftseuropameisterschaften der Frauen 2011 in Porto Carras und 2013 in Warschau teil. Sie gewann 2011 sowohl mit der Mannschaft als auch in der Einzelwertung der Reservespielerinnen, 2013 erreichte sie mit der Mannschaft den zweiten, in der Einzelwertung am dritten Brett den dritten Platz.

#### Vereinsmannschaften
Natalja Pogonina nahm seit 2005 neunmal am European Club Cup der Frauen teil. 2005 vertrat sie Platinum Krasnojarsk, 2006 spielte sie für Ekonimist SGSEU Saratow. 2007, 2010, 2011 und 2012 spielte sie für AVS Krasnoturjinsk, 2013, 2014 und 2015 für Jugra Chanty-Mansijsk. In der Mannschaftswertung gewann sie 2011, erreichte 2007 und 2013 den zweiten und 2015 den dritten Platz, in der Einzelwertung erreichte sie je drei zweite (2007 und 2012 am vierten, 2013 am zweiten Brett) und dritte Plätze (2006 am ersten, 2011 am vierten und 2014 am zweiten Brett). In den Jahren 2013 und 2014 gewann sie mit Jugra Chanty-Mansijsk die russische Mannschaftsmeisterschaft der Frauen. Pogonina spielt auch in der montenegrinischen Frauenliga.

### Rating
Natalja Pogonina trägt seit November 2002 den Titel Internationaler Meister der Frauen (WIM) und seit Juli 2004 den Titel Großmeister der Frauen (WGM). Die Normen für den WGM-Titel erreichte sie bei der russischen Einzelmeisterschaft der Frauen 2002, dem Internationalen Festival 2003 in Serpuchow und dem Aeroflot Open 2004 in Moskau. Pogonina erfüllte bei der Europameisterschaft der Frauen 2012 in Gaziantep und beim Tradewise Gibraltar Chess Festival 2014 Normen für den Titel eines Internationalen Meisters. Im Februar 2015 liegt sie auf dem achten Platz der russischen Frauenrangliste und dem 38. Platz der Frauenweltrangliste.